# Dave
Dave är en amerikansk dramakomedifilm från 1993 i regi av Ivan Reitman. I huvudrollerna ses Kevin Kline, Sigourney Weaver och Frank Langella.

## Handling
Dave Kovic (Kevin Kline) är en vanlig man i Washington, DC som råkar vara identiskt lik USA:s president Bill Mitchell (också spelad av Kline) och som har som sidoinkomst att imitera denne. 
När presidenten, som är en kallhamrad cyniker, plötsligt får ett slaganfall under samlag med sin sekreterare och älskarinna ombes Dave Kovic att ta över rollen som president, presidentens stabschef Bob Alexander (Frank Langella) och kommunikationschef Alan Reed (Kevin Dunn) håller det hela hemligt och Alexander har som baktanke att se till så att han själv utnämns till vicepresident, och i sinom tur till president. 
Dave Kovic som ikätt sig rollen som president Bill Mitchell förvånar alla med ärliga uppriktighet och inte minst presidentens hustru (Sigourney Weaver) med sin genuina omtanke för mindre bemedlade i samhället.

## Rollista i urval
| Kevin Kline      | – Dave Kovic / President Bill Mitchell      |
| Sigourney Weaver | – Ellen Mitchell, presidentens hustru       |
| Frank Langella   | – Bob Alexander, Vita husets stabschef      |
| Kevin Dunn       | – Alan Reed, Vita husets kommunikationschef |
| Ving Rhames      | – Duane Stevenson, Secret Service-agent     |
| Ben Kingsley     | – Gary Nance, vicepresident                 |
| Charles Grodin   | – Murray Blum                               |
| Faith Prince     | – Alice                                     |
| Laura Linney     | – Randi                                     |
| Bonnie Hunt      | – besöksguide i Vita huset                  |

## Om filmen
Filmen var nominerad till en Oscar för bästa originalmanus. Flera politiker (Christopher Dodd, Tip O’Neill, Alan K. Simpson), mediapersonligheter (Larry King, Ben Stein, Helen Thomas) och personer inom nöjesindustrin (Jay Leno, Arnold Schwarzenegger, Oliver Stone) gör cameoframträdanden som sig själva. De omfattande studiobyggen som gjordes för att återskapa ovala rummet och flera andra ikoniska delar av vita huset har använts i flera andra filmer, däribland Pelikanfallet och I skottlinjen från samma år.
I film- och litteraturhistorien finns det åtskilliga exempel på berättelser där en enkel person upphöjs till makt och värdighet genom att till utseendet vara lik någon mäktig: Fången på Zenda med David Niven, Prinsen och tiggaren med Errol Flynn samt Mannen med järnmasken av Alexandre Dumas.